# Eustaas IV van Boulogne
Eustaas IV van Boulogne (circa 1127 — Bury St. Edmunds, 17 augustus 1153) was van 1151 tot 1153 graaf van Boulogne en van 1135 tot 1153 troonopvolger van het koninkrijk Engeland. Hij behoorde tot het huis Blois.

## Levensloop
Hij was de zoon van koning Stefanus van Engeland en gravin Mathilde van Boulogne. In augustus 1131 werd hij voor het eerst vermeld in oorkondes van zijn ouders. Toen zijn vader in 1135 na de dood van koning Hendrik I van Engeland de Engelse troon veroverde, werd Eustaas de troonopvolger van Engeland.
In 1140 huwde Eustaas met Constance, een zus van koning Lodewijk VII van Frankrijk. Toen het hertogdom Normandië in 1151 in handen kwam van Mathilde van Engeland, de dochter van koning Hendrik I van Engeland, hield Eustaas IV samen met Lodewijk VII van Frankrijk zonder veel succes een veldtocht door Normandië. Hetzelfde jaar volgde hij zijn moeder op als graaf van Boulogne.
Tijdens een raad van de adel op 6 april 1152 in Londen verplichtte zijn vader een aantal edellieden aan Eustaas te zweren dat ze hem erkenden als troonopvolger. Ook probeerde Stefanus zijn zoon laten kronen, wat echter door de aartsbisschop van Canterbury geweigerd werd. 
In augustus 1153 stierf Eustaas zeer onverwacht, volgens sommigen werd hij neergebliksemd als straf van God omdat hij kerklanderijen in Bury St. Edmunds aan het plunderen was. Zijn dood maakte het echter mogelijk om zijn vader Stefanus te verzoenen met zijn rivaal Hendrik van Anjou, die de Engelse troon opeiste en dit stemde de adel tot tevredenheid. Volgens William van Newbergh was "Stefanus erg bedroefd door de plotse dood van zijn zoon waarvan hij gehoopt had dat hij hem zou opvolgen. Zo erg zelfs dat hij oorlogsvoorbereidingen met zeer weinig kracht uitvoerde en hij geduldiger dan normaal luisterde naar diegenen die vrede voorstelden."
De kroniekeur van Peterborough was echter niet blij met de uitspraak van William van Newbergh en gaf Eustaas een slecht karakter:
"Een gemeen man die meer slechts deed dan goeds. Hij verspilde zijn landerijen en liet daarom zijn bevolking hoge belastingen betalen."
Eustaas werd begraven in de abdij van Faversham, die door zijn ouders was opgericht. Ook zijn ouders werden er begraven. Sinds de ontbinding van de kloosters door koning Hendrik VIII in de 16e eeuw zijn hun graven verdwenen.

## Voorouders
| Voorouders van Eustaas IV van Boulogne (1127-1153) | Voorouders van Eustaas IV van Boulogne (1127-1153)                          | Voorouders van Eustaas IV van Boulogne (1127-1153)                          | Voorouders van Eustaas IV van Boulogne (1127-1153)                              | Voorouders van Eustaas IV van Boulogne (1127-1153)                              | Voorouders van Eustaas IV van Boulogne (1127-1153)                          | Voorouders van Eustaas IV van Boulogne (1127-1153)                          | Voorouders van Eustaas IV van Boulogne (1127-1153)                                    | Voorouders van Eustaas IV van Boulogne (1127-1153)                                    |
| -------------------------------------------------- | --------------------------------------------------------------------------- | --------------------------------------------------------------------------- | ------------------------------------------------------------------------------- | ------------------------------------------------------------------------------- | --------------------------------------------------------------------------- | --------------------------------------------------------------------------- | ------------------------------------------------------------------------------------- | ------------------------------------------------------------------------------------- |
| Overgrootouders                                    | Theobald III van Blois (1012-1089) ∞ Garsende van Maine (-)                 | Theobald III van Blois (1012-1089) ∞ Garsende van Maine (-)                 | Willem de Veroveraar (ca. 1028–1087) ∞ 1051 Mathilde van Vlaanderen (1031-1083) | Willem de Veroveraar (ca. 1028–1087) ∞ 1051 Mathilde van Vlaanderen (1031-1083) | Eustaas II van Boulogne (1058-1125) ∞ Ida van Verdun (1040-1113)            | Eustaas II van Boulogne (1058-1125) ∞ Ida van Verdun (1040-1113)            | Malcolm III van Schotland (1031–1093) ∞ 1051 Margaretha van Schotland (ca. 1045-1093) | Malcolm III van Schotland (1031–1093) ∞ 1051 Margaretha van Schotland (ca. 1045-1093) |
| Grootouders                                        | Stefanus II van Blois (ca. 1045–1102) ∞ 1080 Adela van Engeland (1062-1137) | Stefanus II van Blois (ca. 1045–1102) ∞ 1080 Adela van Engeland (1062-1137) | Stefanus II van Blois (ca. 1045–1102) ∞ 1080 Adela van Engeland (1062-1137)     | Stefanus II van Blois (ca. 1045–1102) ∞ 1080 Adela van Engeland (1062-1137)     | Eustaas III van Boulogne (1058–1125) ∞ 1051 Maria van Schotland (1082-1116) | Eustaas III van Boulogne (1058–1125) ∞ 1051 Maria van Schotland (1082-1116) | Eustaas III van Boulogne (1058–1125) ∞ 1051 Maria van Schotland (1082-1116)           | Eustaas III van Boulogne (1058–1125) ∞ 1051 Maria van Schotland (1082-1116)           |
| Ouders                                             | Stefanus van Engeland (1096-1154) ∞ Mathilde van Boulogne (1105-1152)       | Stefanus van Engeland (1096-1154) ∞ Mathilde van Boulogne (1105-1152)       | Stefanus van Engeland (1096-1154) ∞ Mathilde van Boulogne (1105-1152)           | Stefanus van Engeland (1096-1154) ∞ Mathilde van Boulogne (1105-1152)           | Stefanus van Engeland (1096-1154) ∞ Mathilde van Boulogne (1105-1152)       | Stefanus van Engeland (1096-1154) ∞ Mathilde van Boulogne (1105-1152)       | Stefanus van Engeland (1096-1154) ∞ Mathilde van Boulogne (1105-1152)                 | Stefanus van Engeland (1096-1154) ∞ Mathilde van Boulogne (1105-1152)                 |